# Natalia Gajl
Natalia Gajl (ur. 23 grudnia 1921 w Poznaniu, zm. 6 kwietnia 1998) – polska prawnik i ekonomistka, profesor zwyczajny nauk prawnych oraz sędzia Trybunału Konstytucyjnego w latach 1985–1989.

## Życiorys
W 1938 ukończyła gimnazjum ogólnokształcące w Katowicach i rozpoczęła naukę w Liceum Administracyjno-Handlowym w Chorzowie, którą przerwał wybuch II wojny światowej. Samodzielnie przygotowywała się do egzaminów maturalnych, które zdała w czerwcu 1940 w Liceum Handlowym.
Absolwentka Wydziału Prawa Uniwersytetu Łódzkiego (1950) – kierunek ekonomiczny. Stopień naukowy doktora nauk prawnych uzyskała w 1959, a doktora habilitowanego w 1963, profesor nadzwyczajny od 1970, profesor zwyczajny od 1976 r.
Wykonywała zawód radcy prawnego w latach 1954–1961.
Kierownik Katedry Prawa Finansowego Uniwersytetu Łódzkiego od 1964 (od 1976 Katedra Prawa Finansowego i Prawa Zarządzania Gospodarką Narodową). W latach 1969–1972 prodziekan Wydziału Prawa UŁ, a w latach 1972–1981 dziekan tego wydziału.
Członek Rady Głównej Arbitrażu, Rady Naukowej Instytutu Finansów, Rady Naukowej Ministra Finansów oraz Komisji Nagród Ministra Szkolnictwa Wyższego Nauki i Techniki.
Po 1989 ekspert Sejmu i Rady Ministrów.
Była członkiem Towarzystwa Ustawodawczego Porównawczego w Paryżu (Société de Législation Comparée) w Paryżu, Instytutu International de Finance Publiques w Saarbrücken, International Political Science Association Research Committee on Comparative Study of Local Government and Politics oraz Faculté International de Droit Comparé w Strasburgu.
Professeur associé Uniwersytetu Paryż I, Paryż II i Paryż III.
Autorka licznych publikacji naukowych z zakresu prawa finansowego.
Była pierwszą kobietą docentem prawa finansowego w historii polskiego szkolnictwa wyższego.